# Ауберг
Ауберг (нем. Auberg) — коммуна (нем. Gemeinde) в Австрии, в федеральной земле Верхняя Австрия.
Входит в состав округа Рорбах.  Население составляет 549 человек (на 31 декабря 2005 года). Занимает площадь 13 км². Официальный код  —  41 307.

## Политическая ситуация
Бургомистр коммуны — Михель Ленер (АНП) по результатам выборов 2003 года.
Совет представителей коммуны (нем. Gemeinderat) состоит из 13 мест.
- АНП занимает 9 мест.
- СДПА занимает 2 места.
- АПС занимает 2 места.